# Berg (Linköping)
Pour les articles homonymes, voir Berg.
Berg est une localité suédoise située à 10 km au nord-ouest de Linköping.
Situé sur la rive ouest du lac Roxen, elle est surtout connue pour son escalier d'écluses sur le canal Göta.

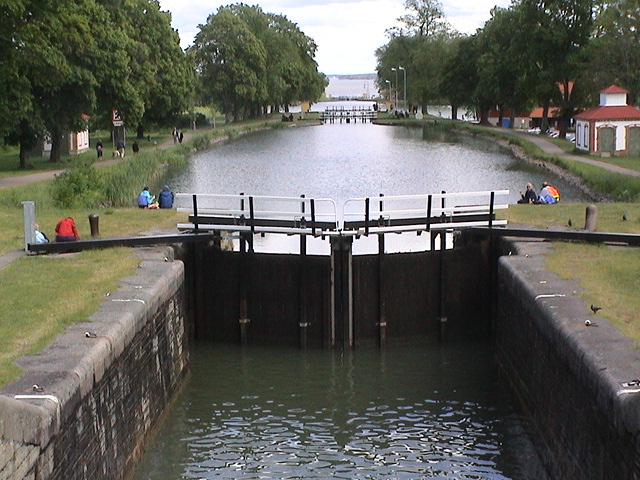
Écluses de Bergs Slussar dans le village de Berg, Linköping